# Partula thalia
Partula thalia foi uma espécie de gastrópodes da família Partulidae.
Foi endémica da Polinésia Francesa.